# Bucraa
Bucraa (en árabe: بوكراع‎, bereber: ⴱⵓⴽⵔⴰⵄ) (también conocida como Bou Craa, Bu Craa o Boukraa) es un municipio en el Sahara Occidental; se encuentra a 100 km al sureste de la ciudad de El Aaiún. Al estar bajo ocupación marroquí, constituye, en el marco de la administración territorial marroquí, una comuna rural de la provincia de El Aaiún, en la región de El Aaiún-Saguía el-Hamra.

## Datos demográficos
En 2004 tenía una población de 505 habitantes según el censo del Alto Comisionado de Planificación. Los idiomas más utilizados son el árabe marroquí y el hassanía.
La tasa de analfabetismo se encontraba en un 25,2%, y el porcentaje de población con estudios en secundaria o universitarios se encontraba en un 14,9%.
La tasa de desempleo se encontraba alrededor del 13%, con un 85% trabajando en el sector privado. La mayoría de sus habitantes trabajaban en la mina de extracción de fosfatos de Phosbucraa, de la empresa estatal marroquí OCP Group.

## Historia
Las minas de fosfatos de Bucraa fueron descubiertas por el geólogo español Manuel Alía Medina en 1947, en época del Sahara español. Para el transporte del fosfato hasta el puerto de El Aaiún (El Marsa) los españoles construyeron la mayor cinta transportadora del mundo.
Las organizaciones nacionalistas Harakat Tahrir y Frente Polisario se crearon en época del Sahara español y en el contexto de la guerra Fría árabe para lograr el control de las riquezas mineras de Bucraa, siendo los propios trabajadores reclutados para, o impulsores de estas organizaciones. Los trabajadores e infraestructuras mineras fueron el objeto de atentados de éstas causando daños materiales y personales, tanto en época española como desde 1976 durante la guerra del Sahara Occidental.
En 1982 se completó el primer muro marroquí para defensa y control de El Aaiún, Bojador, Esmara y Bucraa, siendo los alrededores de Bucraa uno de los territorios con mayor densidad de minas terrestres del mundo.

### Vistas satelitales en Google Maps
- Vista a baja resolución de la cinta transportadora hasta el Puerto de El Aaiún. Su localización puede ser vista por la línea que marca la arena depositada por el viento en su lado sur.
- Las minas.
- El comienzo de la cinta transportadora